# 威県
威県（い-けん）は、中華人民共和国河北省邢台市に位置する県。

## 地理
威県は河北省南東部、華北平原南部に位置し、東は清河県、西は広宗県、南は臨西県及び邱県、北は南宮市と接している。

## 歴史
1129年（天会7年）、金により設置された洺水県を前身とする。当初は洺州の管轄とされたが、元代になると、1247年に洺水県は威州に移管、1252年には州治が洺水県に移された。元末には洺水県が廃止となり、管轄県は威州に編入された。明代になると、1369年（洪武2年）に威州が県に降格し威県が成立した。
日中戦争期間中は中国共産党の抗日拠点とされ、1938年（民国27年）8月には県北部・南東部・南部に清江県・宏毅県・企之県を設置、1944年（民国33年）に威県に統合されるまで4県体制となった。
1958年12月20日には威県が廃止となり、管轄区域は南宮県に編入されたが、1961年7月に再設置され現在に至る。

## 行政区画
- 鎮:洺州鎮、梨園屯鎮、章台鎮、侯貫鎮、七級鎮、賀営鎮、方家営鎮、常荘鎮、第什営鎮、賀釗鎮、趙村鎮、固献鎮
- 郷:棗園郷、張家営郷、常屯郷、高公荘郷

## 出身人物
- 趙三多 - 義和団の乱の指導者。